# 王饒
王饶（899年—957年），字受益，五代十国后晋、后汉、后周官员，庆州华池（今甘肃省华池县东南）人。
王饶父亲王柔，因儿子显贵，赠太尉。王饶性情沉毅有才干，事奉后晋高祖石敬瑭。天福初年，授控鹤军使，升任为奉国军校，加检校尚书左仆射。天福六年，跟随杜重威平定成德军，以功加檢校司空，再任本军都校，领郓州刺史。当时安从进在襄阳叛晋，晋高祖命高行周率兵讨伐，以王饶为行营步军都指挥使，平定襄阳后，授深州刺史。次年，入朝为奉国都校，加检校司徒，领钦州刺史。不久，改本军右厢都指挥使，领阆州团练使。后晋末年，契丹占据中原，后汉高祖刘知远在晋阳起兵，收复中原，镇州还被契丹所据，王饶在镇州，与李筠、白再荣等人尽逐契丹势力。刘知远任命他为鄜州观察留后，加光禄大夫，赐爵开国侯，改授鎮國軍節度使，加检校太傅。后周初年，加同平章事，赐推诚奉义翊戴功臣。显德初年，以郊祀礼毕，加检校太尉，改镇贝州。周世宗嗣位，加兼侍中，改任彰德軍節度使。一年后到任，入奉朝请。显德四年冬，因病在东京私第去世，年五十九岁。追封巢国公。王饶性情宽厚，外貌文雅，出任的藩镇，百姓得便。与宾客下属交往，和颜悦色、轻言慢语，被士人君子都称赞他。其女宋太祖孝明王皇后，其子王继勋。